# Scleria kerrii
Scleria kerrii är en halvgräsart som beskrevs av William Bertram Turrill. Scleria kerrii ingår i släktet Scleria och familjen halvgräs. Inga underarter finns listade i Catalogue of Life.